# Jamie Cail
Jamie Cail (desconocido-Saint John, 21 de febrero de 2023) fue una deportista estadounidense que compitió en natación. Ganó una medalla de oro en el Campeonato Pan-Pacífico de Natación de 1997, en la prueba de 4 × 200 m libre.

## Palmarés internacional
| Campeonato Pan-Pacífico | Campeonato Pan-Pacífico | Campeonato Pan-Pacífico | Campeonato Pan-Pacífico |
| Año                     | Lugar                   | Medalla                 | Prueba                  |
| ----------------------- | ----------------------- | ----------------------- | ----------------------- |
| 1997                    | Fukuoka (Japón)         | Medalla de oro          | 4 × 200 m libre         |